# Rhaphidostegium helenicum
Rhaphidostegium helenicum là một loài Rêu trong họ Sematophyllaceae. Loài này được (Mitt.) Paris miêu tả khoa học đầu tiên năm 1898.